# Хотінська селищна територіальна громада
Хотінська селищна територіальна громада — територіальна громада в Україні, в Сумському районі Сумської области. Адміністративний центр — селище Хотінь.
Площа громади — 176,55 км², населення — 5526 мешканців (2018).
Утворена 12 вересня 2016 року шляхом об'єднання Хотінської селищної ради та Кіндратівської, Олексіївської сільських рад Сумського району.
19 липня 2020 року, унаслідок адміністративно-територіальної реформи й ліквідації Сумського району(1923-2020), громада ввійшла до новоутвореного Сумського району.
30 квітня 2024 року жителям пʼятикілометрової зони Хотінської громади було повідомлено, що слід тимчасово виїхати з власних домівок. Це Суспільному сказав Микола Торяник – голова Хотінської громади. Таке рішення повʼязане із загостренням ситуації. «Якщо не можете виїхати самі, ми вам допоможемо. Якщо не хочуть виїжджати, хай напишуть відмову». — сказав він.
1 травня 2024 року в безпечні місця з території Хотінської громади виїхало 25 людей.
Станом на 29 травня 2025 року з 14 населених пунктів Хотінської громади можна з певним ризиком доїхати тільки до двох. Із 12 населених пунктів люди евакуйовані – це вже мертві села.

## Населені пункти
До складу громади входять 1 селище (Хотінь) і 13 сіл: Андріївка, Біловоди, Веселівка, Водолаги, Володимирівка, Журавка, Кіндратівка, Костянтинівка, Новокостянтинівка, Новомиколаївка, Олексіївка, Писарівка та Степне.